# Cuyuni-Mazaruni
Cuyuni-Mazaruni (Regiunea 7) este o regiune a Guyanei, aflată în vestul țării. Aceasta acoperă o suprafață de 47.213 km². Se învecinează cu regiunile Barima-Waini, Essequibo Islands-West Demerara și Pomeroon-Supenaam la nord, cu regiunea Upper Demerara-Berbice la est, cu Brazilia și cu regiunea Potaro-Siparuni la sud și cu Venezuela la vest.
Aici se află așezări precum Bartica, Issano, Isseneru Kartuni, Peters Mine, Arimu Mine, Kamarang, Keweigek, Imbaimadai, Tumereng și Kamikusa.

## Populație
Guvernul Guyanei a organizat trei recensăminte oficiale începând cu reformele administrative din 1980, în 1980, 1991 și 2002. În 2012, populația din Cuyuni-Mazaruni a fost înregistrată ca fiind de 20.280 de locuitori. Înregistrările oficiale ale recensămintelor  pentru populația din regiunea Cuyuni-Mazaruni sunt următoarele:
- 2012: 20.280
- 2002: 17.597
- 1991: 14.794
- 1980: 14.390